# Кашковский, Владимир Георгиевич
Владимир Георгиевич Кашковский (р. 1930) — российский учёный-зоотехник, пчеловод.

## Биография
Родился 2 января в 1930 г. в Краснодарском крае. С 12 лет занимался пчеловодством.
В 1949 году поступил на зоотехнический факультет Московской сельскохозяйственной академии имени К. А. Тимирязева. С первого курса занимался научной работой под руководством профессора Александра Федоровича Губина.
В 1954 году окончил ТСХА. Отказался от аспирантуры и уехал по комсомольской путевке в Восточно-Казахстанскую область, читал курс «Пчеловодство» в Плодово-ягодном техникуме.
С 1957 года зав. отделом пчеловодства в Кемеровской государственной сельскохозяйственной опытной станции. В этой должности проработал 18 лет. Разработанная им технология ухода, разведения и содержания пчел на XXIII Всемирном Конгрессе по пчеловодству была награждена Бронзовой медалью.
В 1965 году окончил с отличием философский факультет вечернего университета марксизма-ленинизма при Кемеровском горкоме КПСС. В 1968 году защитил диссертацию кандидата сельскохозяйственных наук.
1970 год — старший научный сотрудник по специальности «Частная зоотехния».
С 1974 года старший преподаватель кафедры зоологии Новосибирского сельскохозяйственного института, доцент (1978), в 1991 году присвоено звание профессора по кафедре пчеловодства.
Заслуженный зоотехник Российской Федерации (1996).
В 2006 году по совокупности работ присуждена ученая степень доктора сельскохозяйственных наук.
Опубликовал более 20 монографий и брошюр по вопросам пчеловодства, экологии, организации труда в пчеловодстве.
Монография «Кемеровская система ухода за пчелами» переиздавалась четыре раза, общий тираж 95 тысяч. Эта работа была награждена дипломом III степени в конкурсе СССР на лучшую сельскохозяйственную книгу года.
Тираж всех монографий и брошюр — около миллиона экземпляров.
С 1976 года заведовал кафедрой зоологии и рыбоводства. С 2001 года и по настоящее время — профессор кафедры биологии, биоресурсов и аквакультуры Новосибирского государственного аграрного университета.
Владимир Георгиевич является членом координационного Совета секции «Пчеловодства и шелководства» российской сельскохозяйственной академии, автором нескольких патентов на изобретение. Он ежегодно возглавляет жюри по оценке медов на ярмарках и выставках в Новосибирске, по-прежнему проводит профессиональные курсы пчеловодства, семинары и курсы повышения квалификации для специалистов в районах Новосибирской области, ведет регулярные теоретические и практические занятия с членами Общества пчеловодов Новосибирской области, онлайн-курсы и консультации на интернет-ресурсах.